# Vinylshakerz
Vinylshakerz est un groupe allemand de dance célèbre pour son remix de One Night in Bangkok.

## Discographie

### Albums
- 2006 : Very Superior
- 2008 : Hypn eik naxui

### Singles / Maxis / Vinyls
- 2005 : One Night in Bangkok (Murray Head)
- 2005 : Tekkno Trash (Pay No Cash)
- 2005 : Club Tropicana (Wham!)
- 2006 : Daddy Cool (Boney M)
- 2006 : Luv in Japan
- 2007 : Forget Me Nots (Patrice Rushen)
- 2008 : Can U Hear Me
- 2008 : Hypnotic Tango (My Mine)
- 2009 : Slave (Turn Up The Music)
- 2010 : One Night in Bangkok (+ Rico Bernasconi)
- 2011 : Rainbow

### Remixes
- 2004 : Dance United – Help Asia!
- 2005 : Divided – Easy Lover (vs. Grooves)
- 2005 : Sunset Strippers – Falling Stars
- 2005 : Gift – Yummy Yummy Song
- 2005 : 666 – Supadupafly 2005
- 2005 : Groove Coverage – Holy Virgin
- 2005 : Mike Austin – Kylie
- 2006 : Marcus Levin – Tempt the Fate
- 2006 : Musikk feat. John Rock – Love Changes (Everything)
- 2008 : Mark'Oh – I Don't Like Mondays
- 2010 : Charlee – Boy Like You